# Алкогольна трагедія в Гуджараті
Алкогольна трагедія в Гуджараті (англ. Gujarat hooch tragedy) — трагедія, що відбулася в червні 2009 року в індійському штаті Гуджарат та привела до загибелі 136 осіб через споживання самогону.
З 1961 року в штаті заборонене споживання алкогольних напоїв через таке бажання Махатми Ганді. Загальні втрати податкових доходів штату через закон склали близько 30 млрд рупій.
Однак самогон, відомий тут як hooch, виробляється у великих кількостях, можливо під контролем поліції штату. В результаті у штаті відбулося кілька випадків отруєння, що разом привели до загибелі понад 400 осіб. З метою боротьби з алкогольною мафією, уряд штату сформував у 1996 році Департамент заборони, який, проте, було скасовано в 2006 році через нестачу кадрів. Під час його дії, однак, не було зареєстровано жодних випадків отруєнь.
7 червня 2009 року 10 осіб померли від отруєння у місті Берхампутра, в результаті споживання самогону, виробленого в оселі Арвінда Соланкі, що також вмер через споживання свого продукту. Наступного дня померло ще 33 особи, а станом на 12 червня число смертей досягло 120. 276 осіб потрапило до лікарень, близько 100 з них — до реанімації. Понад 1000 літрів самогону, що містив метанол, потрапило до Ахмедабада з Мохаммадабада.
Після трагедії поліція здійснила понад 8000 рейдів у штаті, заарештувавши 6713 осіб за порушення заборони. 14 червня вона виявила, проте, що Вінод Чаухан, головний постачальних отруєного алкоголю, зумів втекти зі штату.
Після трагедії були висловлені вимоги відновити контроль за споживанням алкоголю. Проте Віджай Малла, президент компанії United Breweries, озвучив думку прихильників алкоголю і виступив з критикою уряду штату, стверджуючи що заборона ніколи не працюватиме у вільній країні. Під час скандалу виявилося, що навіть Расік Парамар, голова партії Бхаратія джаната парті в регіоні, був одним з головних постачальників самогону у штаті. Однак уряд штату запросив парламент прийняти закон про смертну кару за порушення закону.